# مونته‌ورده (کومونه)
مونته‌ورده (به ایتالیایی: Monteverde) یک کومونه در ایتالیا است که در استان آولینو واقع شده‌است. مونته‌ورده ۳۹ کیلومتر مربع مساحت و ۷۹۷ نفر جمعیت دارد و ۷۴۰ متر بالاتر از سطح دریا واقع شده‌است.

## خواهرخوانده
شهر کامبیانو خواهرخواندهٔ مونته‌ورده (کومونه) هست.